# Christopher Celiz
Christopher Andrew Celiz (Summerville, 12 de enero de 1986 - Paktiyá, 12 de julio de 2018) fue un sargento de primera clase en el ejército de los Estados Unidos. El presidente Joe Biden le otorgó póstumamente la Medalla de Honor el 16 de diciembre de 2021 por sus acciones el 12 de julio de 2018. La medalla fue entregada a la familia de Celiz durante una ceremonia el 16 de diciembre de 2021, junto con Earl Plumlee y la familia de Alwyn Cashe. Fue el primer judío en recibir la Medalla de Honor por sus servicios en la Guerra contra el terrorismo.

## Biografía
Nació en Summerville, Carolina del Sur en el seno de una familia judía. Asistió a The Citadel de 2004 a 2006. Se alistó en el Ejército en 2007 y posteriormente fue enviado a Afganistán.

### Muerte
El 12 de julio de 2018, como líder de una unidad de operaciones especiales compuesta por fuerzas asociadas y miembros del 1.er Batallón, 75.º Regimiento de Guardabosques, Celiz lideró una operación para despejar un área de fuerzas enemigas y así interrumpir futuros ataques contra el gobierno de la República Islámica de Afganistán.
Poco después de que su equipo alcanzara su objetivo inicial, una gran fuerza enemiga atacó. El enemigo colocó fuego efectivo sobre él y su equipo, impidiéndoles maniobrar para un contraataque. Al darse cuenta del peligro para su equipo y la operación, Celiz se expuso voluntariamente a un intenso fuego enemigo de ametralladoras y armas pequeñas.
Bajo el fuego, recuperó y empleó un sistema de armas pesadas, lo que permitió a las fuerzas estadounidenses y asociadas recuperar la iniciativa, maniobrar hasta un lugar seguro y comenzar a tratar a un miembro de la fuerza asociada gravemente herido.
Cuando llegó el helicóptero de evacuación médica, fue atacado de inmediato por fuego enemigo preciso y sostenido. Sabiendo lo crítico que era cargar rápidamente al compañero herido, Celiz voluntariamente se expuso nuevamente al intenso fuego enemigo para poder hacerse cargo de dirigir y liderar la evacuación. Mientras se movía a la víctima de una posición de cobertura, Celiz hizo un esfuerzo consciente para asegurarse de que su cuerpo actuara como un escudo físico para proteger a su equipo, al compañero lesionado y a la tripulación de la aeronave del fuego enemigo. Después de cargar al compañero herido, el equipo de Celiz volvió a ponerse a cubierto, pero permaneció con la aeronave, devolviendo un gran volumen de fuego y reposicionándose constantemente para actuar como un escudo físico para la aeronave y su tripulación.
Con su reposición final, Celiz se colocó directamente entre la cabina y el enemigo, asegurándose de que el avión pudiera partir. Tras el despegue del helicóptero, Celiz fue alcanzada por fuego enemigo. Plenamente consciente de su lesión, pero comprendiendo el peligro que corría la aeronave, Celiz le indicó al Capitán Ben Krzeczowski que partiera en lugar de quedarse para cargarlo. Sus acciones desinteresadas salvaron la vida del miembro de la fuerza asociado evacuado y casi con certeza previnieron más bajas entre otros miembros de su equipo y la tripulación aérea. Celiz murió como resultado de sus heridas.

## Mención de la Medalla de Honor
El Presidente de los Estados Unidos de América, autorizado por Ley del Congreso, 3 de marzo de 1863, ha otorgado póstumamente en nombre del Congreso la Medalla de Honor a

Sargento de Primera Clase Christopher A. Celiz, Ejército de los Estados Unidos
Por conspicua valentía e intrepidez a riesgo de su vida más allá del llamado del deber:

El sargento de primera clase Christopher A. Celiz se distinguió por su valentía conspicua más allá del llamado del deber mientras se enfrentaba al enemigo en la provincia de Paktiyá, Afganistán, el 12 de julio de 2018. Como líder de una unidad de propósito especial compuesta por fuerzas y miembros asociados del 1.er Batallón, 75.º Regimiento de Guardabosques, el Sargento de Primera Clase Celiz dirigió una operación para despejar un área de fuerzas enemigas y así interrumpir futuros ataques contra el gobierno de Afganistán y las fuerzas aliadas. Poco después de que su equipo alcanzara sus objetivos finales, una gran fuerza enemiga atacó, lanzó fuego efectivo sobre él y su equipo, impidiéndoles maniobrar para contraatacar. Al darse cuenta del peligro que representaba el ataque para su equipo y la operación, el sargento de primera clase Celiz se expuso voluntariamente a intensos disparos de ametralladoras y armas pequeñas enemigas para recuperar y emplear un sistema de armas pesadas, lo que permitió a las fuerzas estadounidenses y aliadas recuperar la iniciativa, maniobrar hacia un lugar seguro y comenzar el tratamiento de un paciente en estado crítico. Cuando llegó un helicóptero de evacuación médica, fue atacado de inmediato por fuego enemigo preciso y sostenido. Sabiendo lo crítico que era cargar rápidamente a la víctima, el sargento de primera clase Celiz se expuso voluntariamente al intenso fuego enemigo para dirigir y liderar la evacuación. Cuando la víctima se movió de una posición de cobertura y salió al intenso fuego enemigo, el sargento de primera clase Celiz hizo un esfuerzo consciente para asegurarse de que su cuerpo actuara como un escudo físico para su equipo que transportaba a la víctima y la tripulación de la aeronave. Mientras se cargaba la víctima y el equipo del sargento de primera clase Celiz regresaba para cubrirse, él solo permaneció en la aeronave, devolvió un gran volumen de fuego y se reposicionó constantemente para actuar como un escudo físico para la aeronave y su tripulación. Con su reposición final, el sargento de primera clase Celiz se colocó directamente entre la cabina y el enemigo, asegurándose de que la aeronave pudiera partir. Cuando el helicóptero despegó, el sargento de primera clase Celiz fue alcanzado por fuego enemigo. Totalmente consciente de su propia lesión, pero comprendiendo el peligro que representaba para la aeronave el intenso fuego de las ametralladoras enemigas, el sargento de primera clase Celiz indicó a la aeronave que partiera en lugar de quedarse atrás para cargarlo. Sus acciones desinteresadas salvaron la vida del miembro de la fuerza asociado evacuado y casi con certeza previnieron más bajas entre otros miembros de su equipo y la tripulación aérea. A lo largo de todo el enfrentamiento, el sargento de primera clase Celiz cambió significativamente el curso de la batalla al colocarse repetidamente en peligro extremo para proteger a su equipo, derrotar al enemigo y, en última instancia, le costó la vida. El extraordinario heroísmo y el desinterés del sargento de primera clase Celiz más allá del llamado del deber estaban en consonancia con las más altas tradiciones del servicio militar y reflejan un gran crédito para él, su unidad y el Ejército de los Estados Unidos.

## Premios y condecoraciones

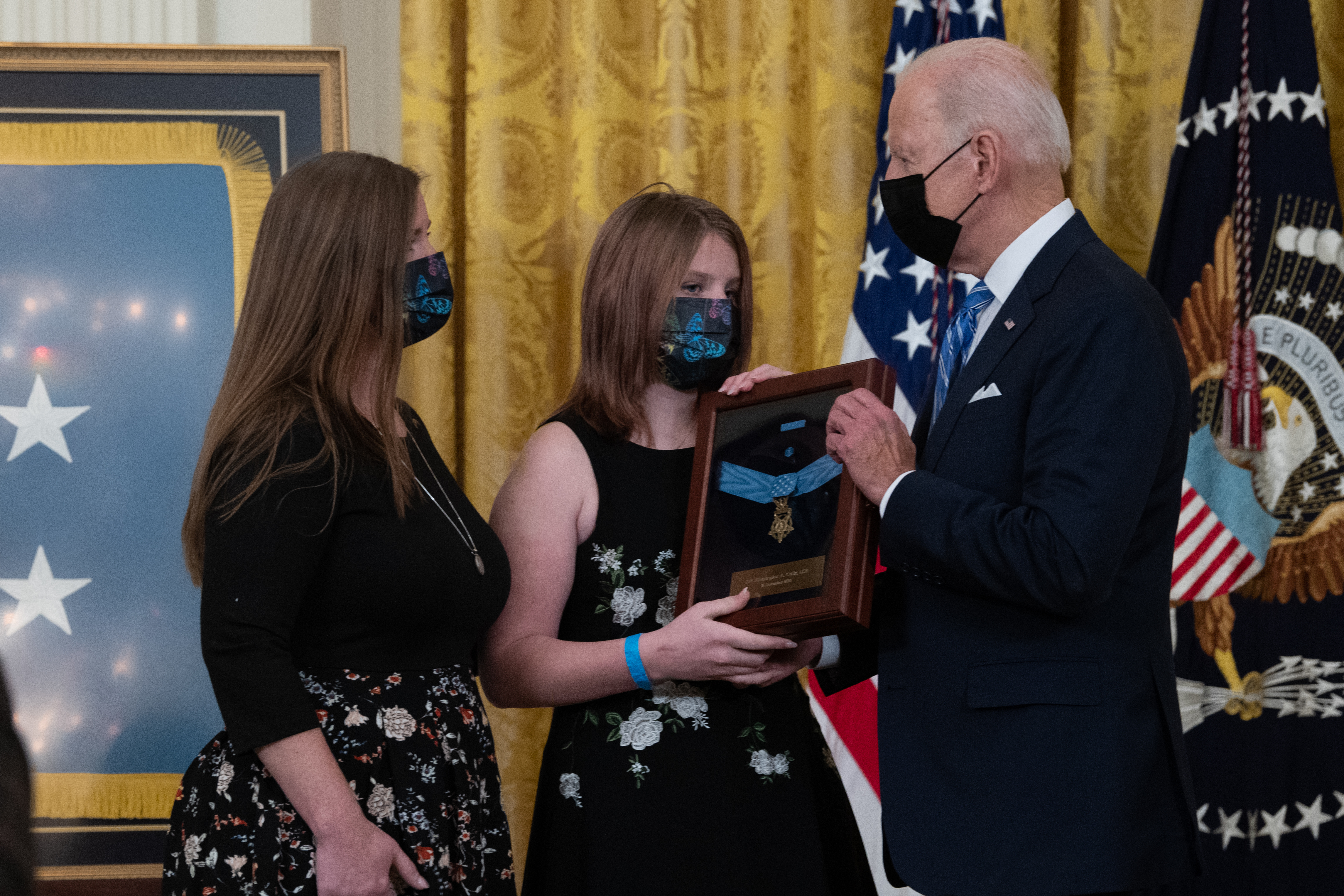
El presidente Biden presenta la Medalla de Honor a Katherine Celiz, esposa de SFC Celiz, y su hija Shannon.

SFC Celiz recibió lo siguiente por su carrera militar:
- Medalla de Honor
- Estrella de Bronce
- Corazón Púrpura
- Medalla al Servicio Meritorio
- Medalla de elogio por servicio conjunto
- Medalla de elogio del ejército con 2 Hojas de roble de bronce
- Medalla de elogio de la Armada y el Cuerpo de Marines
- Medalla de logros del ejército con 4 hojas de roble de bronce (5 premios)
- Medalla de Buena Conducta